# Пайсанду (футбольный клуб, Белен)
Пайсанду́ (порт. Paysandu Sport Club) — бразильский футбольный клуб из города Белен, штат Пара. «Пайсанду» — самый титулованный клуб штата. Это единственная команда штата, выигравшая престижный общебразильский турнир — Кубок чемпионов Бразилии в 2002 году. Это дало возможность команде выступить в следующем сезоне в Кубке Либертадорес, что также является уникальным достижением для команд из штата Пара. С 2019 года клуб выступает в Серии C Бразилии.

## История
Клуб был основан 2 января 1914 года под названием Paysandu Foot-Ball Club. В 1920 году клуб впервые стал чемпионом штата Пара. «Пайсанду» — самый титулованный клуб по количеству завоёванных титулов чемпиона Лиги Параэнсе.
После успехов в начале 2000-х годов — победы в Кубке Севера, Кубке чемпионов Бразилии, участии в Кубке Либертадорес, «Пайсанду» начал постепенно сдавать свои позиции и в 2007 году скатился в бразильскую Серию C. Вернуться во второй эшелон бразильского футбола команде из Белена удалось лишь по итогам сезона 2012 года благодаря четвёртому месту в Серии C.
Самыми главными соперниками «Пайсанду» являются «Клуб Ремо» и «Туна Лузо».

## Достижения
- Чемпион штата Пара (49): 1920—1923, 1927—1929, 1931, 1932, 1934, 1939, 1942—1945, 1947, 1956, 1957, 1959, 1961—1963, 1965—1967, 1969, 1971, 1972, 1976, 1980—1982, 1984, 1985, 1987, 1992, 1998, 2000—2002, 2005, 2006, 2009, 2010, 2013, 2016, 2017, 2020, 2021
- Победитель Кубка Севера (1): 2002
- Победитель Зелёного Кубка (2): 2016, 2018
- Победитель Кубка чемпионов Бразилии (1): 2002
- Чемпион Серии B Бразилии (2): 1991, 2001